# Dolmen von Petit-Chasseur
Die Dolmen von Petit-Chasseur befinden sich hauptsächlich um den Ortsteil Le Petit-Chasseur (frz. kleiner Jäger) der Stadt Sion im Kanton Wallis in der Schweiz, wo sie in drei Varianten auftreten.  Die Dolmen der archäologische Fundstelle der Saône-Rhône-Kultur wurden ab 1961 entdeckt. Ihre Entstehungszeit wird auf 2900 bis 2200 v. Chr. geschätzt. In Sion befindet sich auch die zwischen 2007 und 2010 ausgegrabene Nekropole von Don Bosco.

## Beschreibung

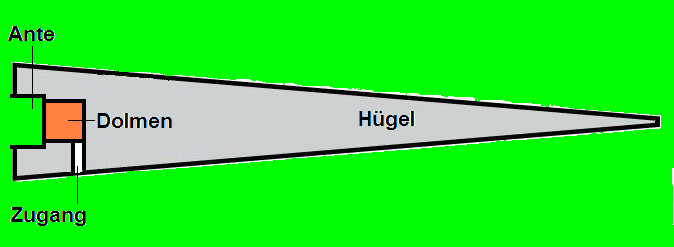
Dolmen M XII von Petit-Chasseur

Die ältesten Anlagen, M VI und M XII sind relativ klein und aus plattigem Kalkstein erstellt. Die Dolmen sind rechteckig und oberirdisch angelegt und haben einen lateralen Zugang. Sie weisen antenartige Vorräume auf und wurden von einem langen dreieckigen, aus Bruchstein erstellten, Podest genannten niedrigen Steinhügel gefasst, der nicht bis zur Oberkante der Dolmen reichte.
Diese so genannten Antendolmen datieren um 2400 v. Chr. und haben kein Podium mehr. Als ihre Erbauer gelten die Leute des Néolithique final valaisan. Die Anlagen verbinden sich fundmässig mit den Glockenbecherleuten, die sie nachnutzten und neue Dolmen bzw. Steinkisten errichteten. Der Dolmen M XII enthielt die Überreste von mindestens 90 Individuen.
Weitere Monumente sind die mit Gravuren versehenen Steine im Alignement von Chemin des Collines. Ein Ausläufer auf italienischem Gebiet sind die Megalithanlagen von Saint-Martin-de-Corléans in Aosta.